# Paul Tirkkonen
Paul Ernst Vilhelm Tirkkonen (ur. 9 października 1884 w Helsinkach, zm. 31 sierpnia 1968 tamże) – zapaśnik reprezentujący Finlandię. Olimpijczyk ze Sztokholmu 1912, gdzie zajął 29. miejsce w wadze lekkiej.
Brązowy medalista mistrzostw świata w 1911 roku. Drugi na mistrzostwach kraju w 1906 i trzeci w 1905 roku
Jego brat Theodor Tirkkonen również był zapaśnikiem i olimpijczykiem z tych samych igrzysk.

## Letnie Igrzyska Olimpijskie 1912
| Konkurencja             | Rundy eliminacyjne     | Rundy eliminacyjne       | Klas. końcowa |
| Konkurencja             | Przeciwnik I           | Przeciwnik II            | Miejsce       |
| ----------------------- | ---------------------- | ------------------------ | ------------- |
| 67,5 kg styl klasyczny. | Josef Stejskal (AUT) Z | Gustaf Malmström (SWE) P | 29.           |